# Château de Lacaze (Tarn)
Cet article concerne le château du Tarn. Pour son homonyme en Lozère, voir Château de la Caze.
Cet article concerne le château du Tarn. Pour son homonyme dans les Landes, voir Château de Lacaze.
Le château de Lacaze est un château situé dans la commune de Lacaze, labellisée Petite Cité de caractère depuis 2018, le département du Tarn et la région Midi-Pyrénées. Il est inscrit aux Monuments historiques par arrêté du 13 juillet 1927, comme sa fontaine du XVIIe siècle.

## Historique
Le château est mentionné dans une vente de 1415. Il est remanié en 1598. Un incendie au XIXe siècle ravage le château.

## Description

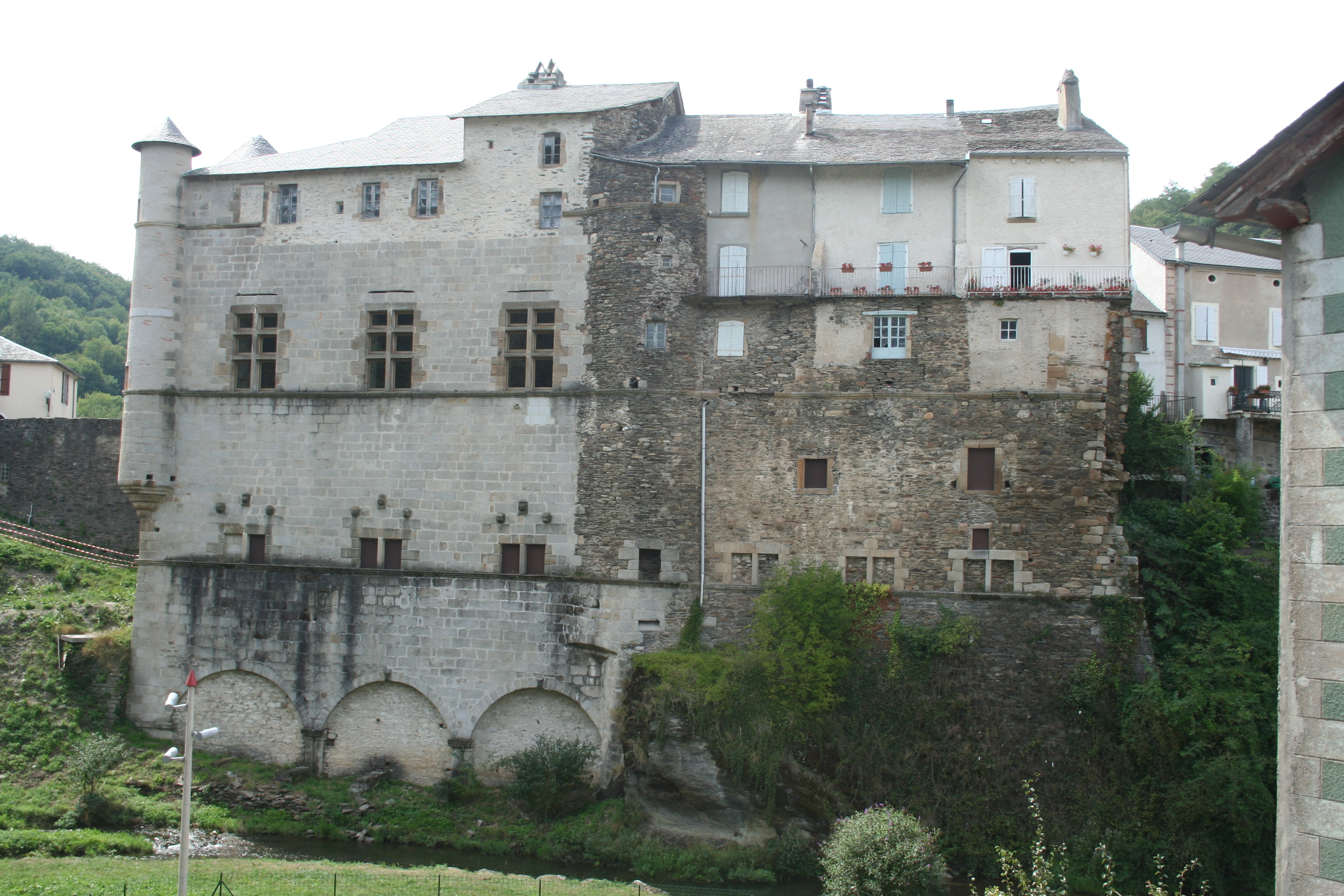
Château.
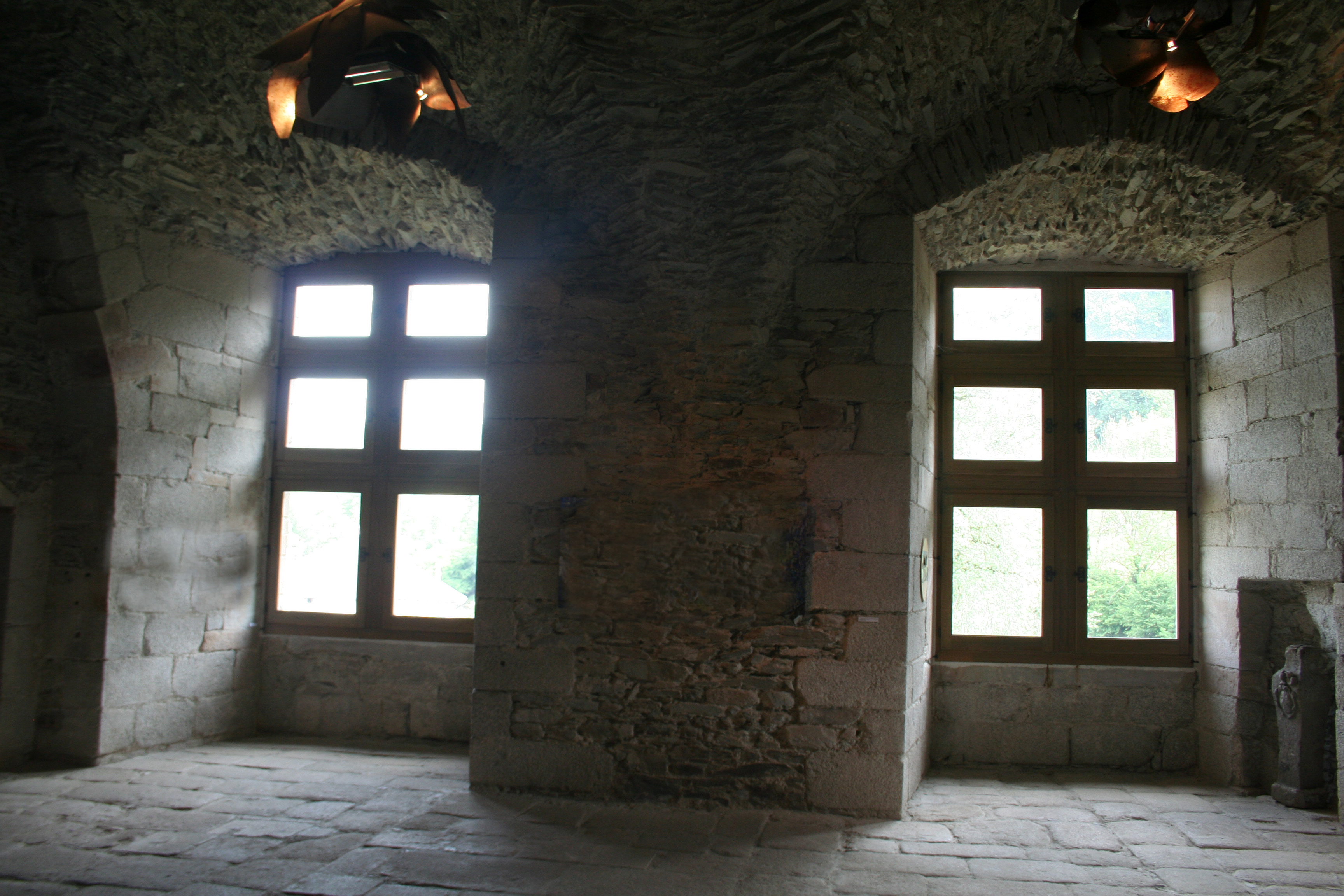
Salle.
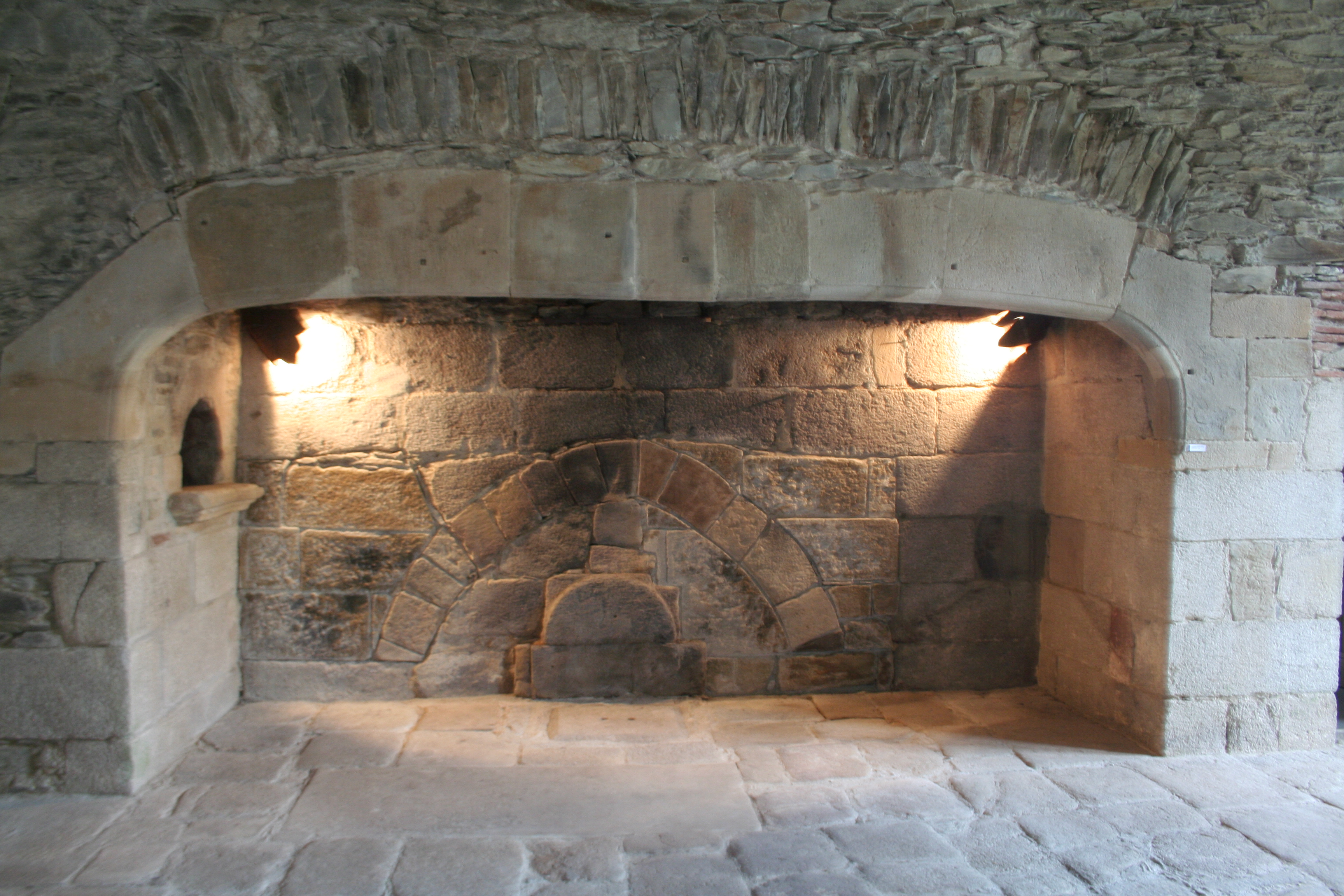
Cheminée.